# フジテレビ系列午後のスポットニュース枠
フジテレビ系列午後のスポットニュース枠（フジテレビけいれつごごのスポットニュースわく）とは、フジテレビをはじめとするFNN系列で、平日午後に放送されている報道番組の一覧のことである。

## 各番組の歴史
鹿内信隆社長時代の1966年4月より平日と土曜日の15時台で『サンケイ奥さまニュース』としてスタートする。1968年からは平日15時台に『3時のあなた』、土曜に『ビートポップス』が開始したために14時台に移動する。
1982年4月改編で昼ニュース枠を拡大する都合から番組は5分枠のスポットニュースとなる。これ以降主に14時台前半に放送される。
1993年10月改編では『タイムアングル』の枠内ニュースコーナーとなったが、1995年10月開始の『ビッグトゥデイ』では番組に吸収されず、独立したニュース番組として放送される（『ビッグトゥデイ』番組内にも一時期、別途ニュースコーナーが存在した）。
日枝久社長時代末期の2000年4月改編以降はしばらく関東ローカル枠となっていたが、2012年4月改編より『知りたがり!』に内包されると、フジテレビのほか同番組の15時台ネット局でも放送されるようになり、さらに2013年春改編により開始した『アゲるテレビ』では14時台のネットワークセールス枠で放送されるようになり、再び午後のネットニュースが復活した。
しかし、2013年10月改編をもって『アゲるテレビ』は打ち切りとなり、代わって開始したドラマ再放送枠『ドラマチックα』に内包されると再び関東ローカル枠に戻ったが、2015年4月から『直撃LIVE グッディ!』の開始によって再び15時台ネット局で放送されるようになった。
その後『グッディ!』も2020年9月25日に放送終了し、後番組は『グッディ!』の放送直前の『バイキング』をリニューアルして1時間拡大し『バイキングMORE』以降からの番組の2時台後半に『アゲるテレビ』以来のネットニュースを復活した。　　
2023年1月から情報番組から昼バラエティ枠に転換し『ぽかぽか』になってもスポットニュース枠を組んでいたが、同年4月3日より放送時間が1時間短縮したため、『グッティ!』から続いていた番組包囲した午後のスポットニュース枠は廃止した。なお、関西テレビをはじめとする一部の系列局では同年4月3日以降『1時50分からはスローでイージーなルーティーンで』→『旬感LIVE とれたてっ!』（いずれも関西テレビ制作）冒頭のニュースコーナーを実質的な後継枠としている（ただし、後者に関しては2024年4月中旬以降、原則として14:30頃の放送となっている）。

## 主な番組
1976年3月までは土曜も放送、以降は平日のみ放送。
- 不明（ - 1966年3月）
- サンケイ奥さまニュース（1966年4月 - 9月）
- サンケイ奥さまニュースFNN（1966年10月 - 1982年3月）
- サンケイテレニュースFNN（1982年4月 - 1988年5月27日）
- 産経テレニュースFNN（1988年5月30日 - 1993年9月30日）
- タイムアングル（1993年10月1日 - 1994年9月30日） - 情報番組枠に内包。
- FNNニュース2:00（1994年10月3日 - 1995年9月29日）
- FNN Five to 4:00（1995年10月2日 - 1997年3月28日）
- FNNニュース3:50（1997年3月31日 - 1999年3月31日）
- FNNレインボー発（1999年4月1日 - 2000年3月31日） - ここまで全国ネット。以下は原則的に関東ローカルニュース。
- チャンネルα NEWS（2000年4月3日 - 2002年3月29日）
- NEWSレインボー発（2002年4月1日- 2005年9月30日） - 2002年10月7日からは『F2』→『F2-X』→『F2スマイル』に内包。
- レインボー発（2005年10月3日 - 2012年3月30日） - 2006年4月7日から2007年3月30日までの金曜日は『ひるこた!〜昼もこたえてちょーだい!〜』に内包。
- 知りたがり!（2012年4月3日 - 2013年3月8日） - 再び情報番組枠に内包。第2部（ローカルセールス枠）の冒頭に編成されたため、第2部のネット受けを実施した一部の系列局でも放送された。第2部打ち切り後から番組終了まで（2013年3月11日 - 29日）は一時中断。
- アゲるテレビ（2013年4月1日 - 9月27日） - 『FNNスーパーニュース』の石本沙織がフジテレビの報道センターから伝える形式で、第1部（ネットワークセールス枠）の14:30頃に内包。ここのみ再度全国ネット。
- ドラマチックα・NEWSお台場発（2013年9月30日 - 2015年3月27日） - 再び関東ローカルのみの放送に戻る。
- 直撃LIVE グッディ!（2015年3月30日 - 2020年9月25日） - 三度情報番組枠に内包。夕方のニュース枠に出演するキャスターがキャスターがフジテレビの報道センター（2018年度は『プライムニュース』、2019年度以降は『Live News』共通のスタジオ）から伝える形式で、第2部（ローカルセールス枠）に編成されたため、非ネット局では放送されなかった。
- バイキングMORE（2020年9月28日 - 2022年4月1日） - 昼の情報バラエティ番組と事実上午後の情報番組枠が統合。『Live News イット!』の情報キャスターがフジテレビの報道センター（『Live News』共通のスタジオ）から伝える形式で14時台に内包。ここから三度全国ネット（全編に渡り全国ネット）のため、全局で放送。
- ポップUP!（2022年4月4日 - 2022年12月23日）
- ぽかぽか（2023年1月9日 - 2023年3月31日） - この番組のみ昼のバラエティ番組に内包。番組自体は同年4月以降も継続中。

## 備考
『F2』（2002年10月7日 - 2004年3月31日）、『F2-X』（2004年4月1日 - 2005年4月1日）内包時は新潟総合テレビ、『F2スマイル』（2005年4月4日 - 9月30日）内包時は北海道文化放送・新潟総合テレビ・テレビ静岡にもネット。